# Гайндмен (Кентуккі)
Гайндмен (англ. Hindman) — місто (англ. city) в США, в окрузі Нотт штату Кентуккі. Населення — 701 особа (2020).

## Географія
Гайндмен розташований за координатами 37°20′6″ пн. ш. 82°58′55″ зх. д. / 37.33500° пн. ш. 82.98194° зх. д. (37.334999, -82.981897).  За даними Бюро перепису населення США в 2010 році місто мало площу 8,06 км², уся площа — суходіл.

## Демографія
Згідно з переписом 2010 року, у місті мешкало 777 осіб у 314 домогосподарствах у складі 207 родин. Густота населення становила 96 осіб/км².  Було 371 помешкання (46/км²).
Расовий склад населення:
| - 98,5 % — білих |

До двох чи більше рас належало 1,2 %. Частка іспаномовних становила 0,9 % від усіх жителів.
За віковим діапазоном населення розподілялося таким чином: 29,0 % — особи молодші 18 років, 58,3 % — особи у віці 18—64 років, 12,7 % — особи у віці 65 років та старші. Медіана віку мешканця становила 33,5 року. На 100 осіб жіночої статі у місті припадало 85,4 чоловіків;  на 100 жінок у віці від 18 років та старших — 76,9 чоловіків також старших 18 років.
Середній дохід на одне домашнє господарство  становив 40 971 долар США (медіана — 23 250), а середній дохід на одну сім'ю — 51 486 доларів (медіана — 42 273). За межею бідності перебувало 40,4 % осіб, у тому числі 52,4 % дітей у віці до 18 років та 25,2 % осіб у віці 65 років та старших.
Цивільне працевлаштоване населення становило 223 особи. Основні галузі зайнятості: освіта, охорона здоров'я та соціальна допомога — 39,5 %, інформація — 11,2 %, мистецтво, розваги та відпочинок — 9,4 %, оптова торгівля — 8,1 %.